# Varadero
Varadero is sinds 2011 een plaats (consejo popular) in de gemeente Cárdenas in de provincie Matanzas in Cuba en staat bekend als een van de grootste en bekendste badplaatsen van het hele Caraïbisch gebied. Varadero wordt ook wel Playa Azul, blauw strand, genoemd.
Het ligt ongeveer 142 kilometer ten oosten van Havana op het schiereiland Hicacos en is in 1887 gesticht. De voormalige gemeente Varadero is vanaf 1 januari 2011 een deel van de gemeente Cárdenas geworden.
Er ligt hier meer dan 20 kilometer (voornamelijk wit) strand en de eerste toeristen kwamen hier al in de jaren rond 1870. Het gebied begon echter pas echt te groeien toen Irenee du Pont Nemours, een Amerikaanse miljonair, in de jaren dertig hier begon te bouwen. Hotels verschenen in 1950 en na de Cubaanse Revolutie in 1959 werden deze weer onteigend van de rijke eigenaren. Veel beroemde mensen hebben hier hun vakantie doorgebracht, zo ook maffiabaas Al Capone.